# Nationaal Cyber Security Centrum
Het Nationaal Cyber Security Centrum (NCSC) is een overheidsorganisatie die in 2012 is ingesteld om de weerbaarheid van de Nederlandse samenleving in het digitale domein te vergroten. De opdracht is een veilige, open en stabiele informatiesamenleving te creëren. Doelgroepen zijn voornamelijk bedrijven en overheidsdiensten.
Het centrum is sinds 1 januari 2019 een zelfstandige dienst van het Ministerie van Justitie en Veiligheid. Daarvoor viel het centrum onder de Nationaal Coördinator Terrorismebestrijding en Veiligheid (NCTV).

## Samenstelling
Het NCSC kent vier afdelingen: Staf, Operatie, Samenwerking en Kennisuitwisseling en de afdeling Informatievoorziening en Techniek. Het NCSC is een uitvoeringsorganisatie van het Ministerie van Justitie en Veiligheid. De plaatsvervangend Secretaris-Generaal (pSG) is de eigenaar van het NCSC, de Nationaal Coördinator Terrorismebestrijding en Veiligheid (NCTV) is opdrachtgever van het NCSC. Corine Schipper - Derkse is waarnemend directeur van het NCSC.

## Samenwerking
Het NCSC werkt samen met publieke en private organisaties aan een integrale aanpak van cyberbeveiliging. GOVCERT.NL vormt de basis van het NCSC, die tot stand is gekomen doordat er in het regeerakkoord van 2011 werd besloten om een Nationaal Cyber Security Strategie (NCSS) te ontwikkelen. Een ander resultaat uit de strategie is de installatie van de Cyber Security Raad eind juni 2011. Met de Nederlandse Cybersecuritystrategie (NLCS) 2022-2028 streeft het kabinet naar een digitaal veilig Nederland. De NLCS is tot stand gekomen met een brede betrokkenheid van publieke, private en maatschappelijke organisaties, onder coördinatie van de Nationaal Coördinator Terrorismebestrijding en Veiligheid (NCTV). De NLCS bouwt voort op eerdere kabinetsbrede cybersecuritystrategieën uit 2011, 2013 en 2018. De NLCS verbindt de inzet van vele organisaties. Aangezien internetcriminaliteit niet stopt aan de landgrenzen, zijn er naast de binnenlandse samenwerkingen ook internationale samenwerkingen. Daarom werkt het NCSC over de hele wereld samen in het internationale netwerk van Computer Emergency Response Teams (CERT) en met andere bestrijders van internetcriminaliteit.

## Taken
Binnen het Nationaal Cyber Security Centrum worden tactische en operationele kennis zoals expertise, uit zowel publieke als private sectoren bij elkaar gebracht. Zo kan meer inzicht worden verkregen over ontwikkelingen, dreigingen, trends en kan er meer ondersteuning worden geboden op vlak van digitale veiligheid.

## Publicaties
Het NCSC verzamelt informatie over cyberveiligheid vanuit de overheid, bedrijven, universiteiten en internationale contacten. Aan de hand van deze informatie formuleert het NCSC beveiligingsadviezen voor de aanpak van ICT-kwetsbaarheden en voorziet in mogelijke technische maatregelen voor het beheer van ICT-systemen. Ook beschrijft men wat er precies aan de hand is, op welke systemen het impact heeft en hoe de schade voorkomen kan worden. Om de kennis te verspreiden publiceren ze factsheets, rapporten en dossiers over actuele zaken rond de digitale veiligheid.